# 2584 Туркменія
2584 Туркме́нія (2584 Turkmenia) — астероїд головного поясу, відкритий 23 березня 1979 року.
Тіссеранів параметр щодо Юпітера — 3,641.